# Technetium(VI)-fluorid
Technetium(VI)-fluorid (TcF6), meist auch Technetiumhexafluorid, ist eine anorganische Verbindung der Elemente Technetium und Fluor und gehört zur Stoffgruppe der Hexafluoride. Es ist ein goldgelber kristalliner Feststoff mit niedrigem Schmelz- und Siedepunkt. In dieser Verbindung besitzt Technetium die Oxidationsstufe +6, die höchste der Technetiumhalogenide. Die andere sechswertige Verbindung ist das Technetium(VI)-chlorid, TcCl6. In dieser Hinsicht unterscheidet sich Technetium vom Rhenium, das in seiner höchsten Oxidationsstufe das Heptafluorid ReF7 bildet. Da Technetium ein Spaltprodukt des Urans ist, tritt Technetiumhexafluorid als Verunreinigung von Uranhexafluorid auf.

## Darstellung
Technetiumhexafluorid wird durch direkte Umsetzung des Metalls in einem Überschuss von elementarem Fluor (F2) bei 400 °C dargestellt.
{\displaystyle {\ce {Tc + 3 F2 -> TcF6}}}

## Eigenschaften

### Physikalische Eigenschaften
Technetiumhexafluorid ist ein goldgelber kristalliner Feststoff, der bei 37,4 °C schmilzt und bei 55,3 °C siedet. Bei −4,54 °C ist ein Festphasenübergang zu beobachten. Oberhalb dieser Temperatur (gemessen bei 10 °C) kristallisiert es im kubischen Kristallsystem mit dem Gitterparameter a = 616 pm und zwei Formeleinheiten pro Elementarzelle mit einer berechneten Dichte von 3,02 g·cm−3. Unterhalb dieser Temperatur (gemessen bei −19 °C) kristallisiert es im orthorhombischen Kristallsystem in der Raumgruppe Pnma (Nr. 62) mit den Gitterparametern a = 955 pm, b = 874 pm und c = 502 pm und vier Formeleinheiten pro Elementarzelle mit einer berechneten Dichte von 3,38 g·cm−3. Die Gitterparameter der orthorhombischen Phase bei −140 °C betragen: a = 936,0 pm, b = 851,7 pm und c = 493,4 pm mit einer berechneten Dichte von 3,58 g·cm−3.
Infrarot- und Raman-Spektroskopie zeigen, dass das TcF6-Molekül oktaedrisch ist (Oh); die Tc–F-Bindungslänge beträgt 181,2 pm. Messungen des magnetischen Moments ergeben einen Wert von 0,45 µB.

### Chemische Eigenschaften
Mit Iod in Iodpentafluorid-Lösungen reagiert TcF6 quantitativ zu TcF5. Mit Alkalimetallchloriden in Iodpentafluorid-Lösung reagiert es zu Hexafluorotechnetaten (TcF6−). TcF6 disproportioniert bei der Hydrolyse mit wässriger NaOH und bildet einen schwarzen Niederschlag von Technetium(IV)-oxid TcO2, der sich bei Zugabe von Wasserstoffperoxid H2O2 auflöst. In Fluorwasserstoff-Lösung reagiert TcF6 mit Hydraziniumfluorid zu N2H6TcF6 oder N2H6(TcF6)2.